# Yigoga truculenta
Yigoga truculenta är en fjärilsart som beskrevs av Lederer 1853. Yigoga truculenta ingår i släktet Yigoga och familjen nattflyn. Inga underarter finns listade i Catalogue of Life.